# Avre (Eure)
L'Avre è un fiume francese che scorre nelle regioni della Normandia ed è un affluente dell'Eure, quindi sub-affluente della Senna.
Non dev'essere confuso con il fiume omonimo che scorre in Alta Francia ed è un affluente della Somme.

## Etimologia
Il nome Avre, abra in latino - d'origine gallica - significa "corso d'acqua", "fiume". Carlo il Calvo, in un diploma dell'anno 842, e Guglielmo di Jumièges, nell'XI secolo, lo chiamano fluvius Arvae. Benedetto il Troviero, nella sua Chronique des Ducs de Normandie (Cronaca sul duca di Normandia), gli dà lo stesso nome, Avre in francese. Si trova ancora nel 1203 e nel 1209 Ervia ed infine nel 1505 Avre.
Su certe antiche carte geografiche si può leggere Aure poiché le grafie delle lettere v ed u erano allora molto simili.

## Geografia
L'Avre ha una lunghezza di 80 km.
Nasce da sorgenti che si trovano nella Foresta Demaniale del Perche, a 276 m s.l.m. e sfocia nel fiume Eure nella località detta Moulin à Papier del comune di Montreuil, ad un'altitudine di 74 m.
In passato costituiva il confine del Ducato di Normandia, con fortezze in più luoghi, in particolare a Verneuil, Tillières-sur-Avre e Nonancourt.
Il suo bacino imbrifero misura 917 km² ed è oggetto di uno schema di trattamento e gestione delle acque in corso di elaborazione presso 97 comuni ripartiti in tre dipartimenti: Eure, Eure-et-Loir e Orne.
È nel suo bacino che vengono captate le sorgenti le cui acque sono incanalate dall'Acquedotto dell'Avre per soddisfare le necessità di acqua potabile della città di Parigi.

### Toponimi
Il fiume Avre dà inoltre il suo nome ad alcuni paesi che attraversa:
- dipartimento dell'Eure (Normandia):
  - Armentières-sur-Avre, Breux-sur-Avre, Saint-Christophe-sur-Avre, Saint-Germain-sur-Avre, Saint-Victor-sur-Avre, Tillières-sur-Avre, Verneuil-sur-Avre
- dipartimento dell'Eure-et-Loir (Centro):
  - Dampierre-sur-Avre, Saint-Rémy-sur-Avre, Montigny-sur-Avre

## Idrologia
La portata dell'Avre è stata osservata per un periodo di 38 anni (1971 – 2008), nella stazione idrologica di Muzy, situata nei pressi della confluenza con l'Eure. Il bacino imbrifero del solo fiume è di 880 km² su un totale di 914.
La portata media interannuale o "modulo idrologico" del fiume è di 3,46 m³/s.
L'Avre presenta fluttuazioni stagionali poco marcate. Le piene si hanno in inverno e la portata media mensile passa a livelli da 4,35 a 5,38 m³ al secondo, da gennaio ad aprile inclusi (con un massimo in febbraio) e il periodo di magra va da luglio a settembre, con una portata media mensile di 2,01 m³ al secondo nel mese di agosto. Tuttavia queste medie mensili subiscono variazioni ben più elevate nel breve periodo.
Portata media mensile (en m³/s) misurata alla stazione idrologica di Muzy

dati calcolati su 38 anni
In periodo di magra ed in caso di periodi quinquennali secchi, il VCN3 può cadere fino a 0,9 m³.
L'Avre, come l'Eure, può avere piene assai marcate. Il QIX2 e il QIX5 valgono rispettivamente 15 e 20 m³. Il QIX10 è di 24 m³ al secondo. Quanto ai QIX 20 e QIX 50, essi valgono rispettivamente 27 e 32 m³/s.
La portata istantanea massima registrata fino ad ora è stata di 31,1 m³/sec e si è verificata il 23 marzo 2001, mentre il valore giornaliero massimo fu di 30,3 m³/sec nel medesimo giorno.
Confrontando la prima di queste cifre con la scala dei QIX del fiume, emerge che questa piena era di tipo cinquantennale, destinata quindi a non ripetersi statisticamente che, in media, ogni cinquant'anni.
Le precipitazioni medie annue del bacino dell'Avre ammontano a 124 mm, il che è molto poco, ben inferiore alla media generale dell'intera Francia, o anche solo a quella del bacino della Senna, che è di 240 mm. La portata specifica (o Qsp) ammonta a 3,2 l per chilometro quadrato di bacino.

## Fauna
L'Avre è classificato come corso d'acqua di "prima categoria" per l'intero suo percorso, con la prevalenza di salmonidi.
Le specie ittiche presenti sono una dozzina, con una presenza significativa di lampetre di ruscello, specie d'interesse comunitario e con una evoluzione numericamente crescente di trote fario. Benché numerose sponde siano private, alcuni chilometri sono riservati ai pescatori nei territori dei comuni di Dreux e di Saint-Rémy-sur-Avre. Si può notare anche la presenza di numerose piante di ranuncoli acquatici, il che sta ad indicare una buona qualità dell'acqua.